# 淀橋銀行
淀橋銀行（よどばしぎんこう）は、東京府豊多摩郡淀橋町（現新宿区）に本店のあった、大正期の私立銀行。
1897年（明治30年）に、群馬県利根郡沼田町で沼田銀行（ぬまたぎんこう）の名称で設立。1913年（大正3年）に経営陣も入れ替わり、淀橋町に移転し、淀橋銀行に改称。1927年（昭和2年）の金融恐慌の翌1928年（昭和3年）に名古屋銀行（東海銀行の前身の一つ）に営業譲渡後解散した。

## 営業譲渡時の店舗等
- 本店

東京府豊多摩郡淀橋町大字柏木152番
- 支店（1支店）

新町
- 資本金：10万円（払込済6万8500円）
- 専務:加藤五郎兵衛

## 沿革
- 1897年（明治30年）1月6日：沼田銀行の名称で設立
- 1897年（明治30年）3月2日：開業
- 1913年（大正3年）2月14日：東京に移転し淀橋銀行に改称
- 1928年（昭和3年）3月30日：名古屋銀行に営業譲渡
- 1928年（昭和3年）6月1日：解散